# Ferrovia Bagnolo in Piano-Carpi
La ferrovia Bagnolo in Piano-Carpi è stata una breve linea ferroviaria italiana, a scartamento normale. Fu dismessa nel 1955.
Collegava le località di Bagnolo in Piano, in provincia di Reggio Emilia, a Carpi, in provincia di Modena, passando per Correggio. I treni della linea proseguivano oltre Bagnolo fino a raggiungere Reggio Emilia, percorrendo un tratto della ferrovia Reggio Emilia-Guastalla.

## Storia
Dopo una serie di progetti, non andati a termine, nella regione vennero realizzate, tra 1883 e 1887 la Reggio-Ventoso, la Reggio-Guastalla e la sua diramazione Bagnolo-Carpi che realizzava il collegamento ferroviario con la Verona-Mantova. Tali linee vennero gestite dalla concessionaria Società Anonima per le Ferrovie di Reggio Emilia (SAFRE) a capitale privato.
Nel 1936, con nuova denominazione "CCFR" il Consorzio Cooperativo Ferrovie Reggiane assunse la gestione della linea al posto della SAFRE messa in liquidazione perché dissestata finanziariamente. Nel 1955 la tratta diramata Bagnolo-Carpi venne dismessa, mentre rimase in esercizio la linea principale per Guastalla.
| Tratta                     | Inaugurazione   |
| -------------------------- | --------------- |
| Bagnolo in Piano–Correggio | 23 ottobre 1886 |
| Correggio–Carpi            | 15 ottobre 1887 |

## Percorso
| Continuation backward |

| Station on track |

|  | Unknown route-map component "xABZgl" | Unknown route-map component "CONTfq" |

| Unknown route-map component "exHST" |

| Unknown route-map component "exBHF" |

| Unknown route-map component "exHST" |

| Unknown route-map component "exHST" |

| Unknown route-map component "CONTgq" | Unknown route-map component "xABZg+r" |  |

| Station on track |

|  | One way leftward | Unknown route-map component "CONTfq" |

## Galleria d'immagini

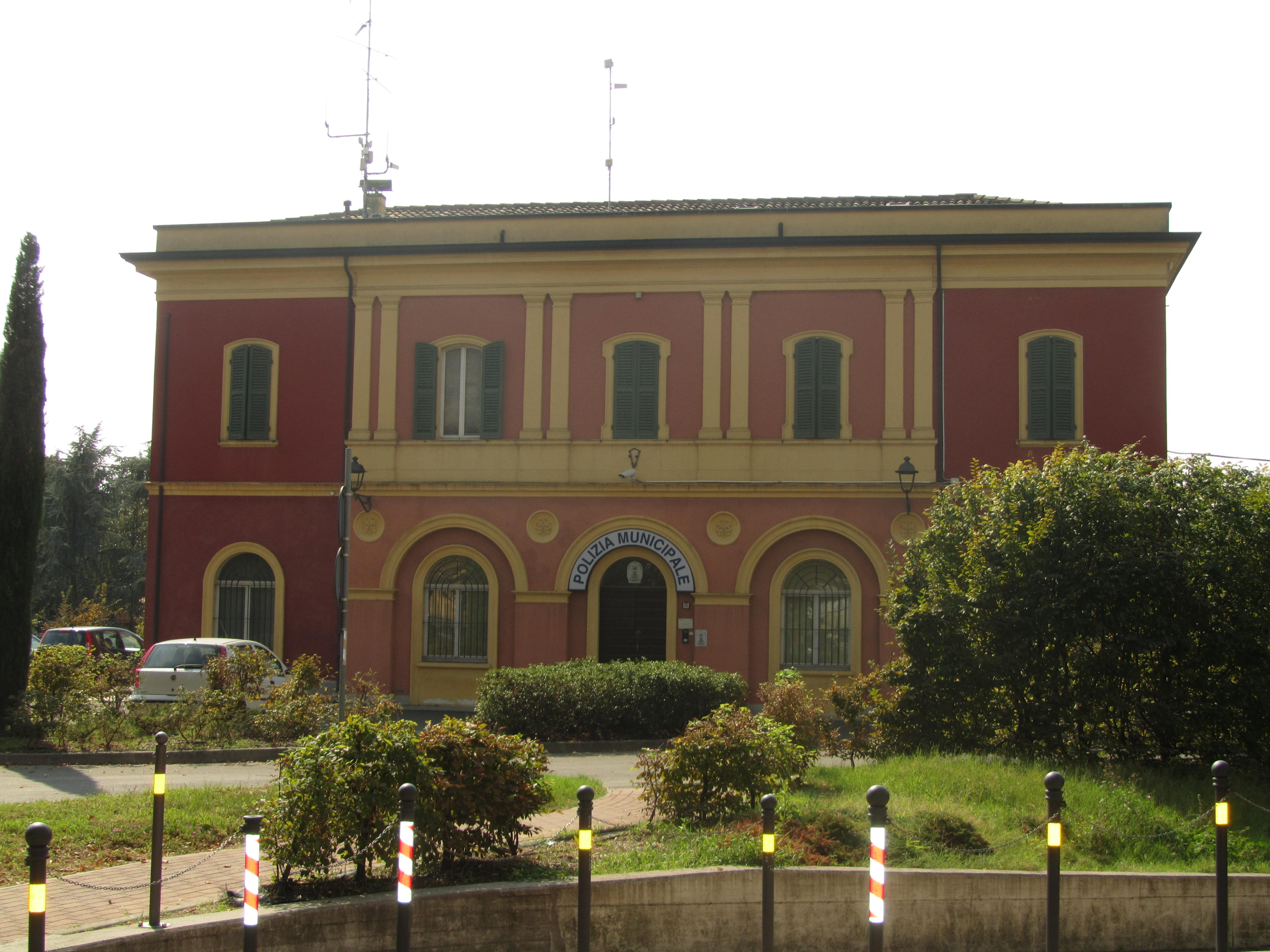
Ex stazione CCFR di Correggio